# سوماترا پی‌دی‌اف
سوماترا پی‌دی‌اف (به انگلیسی: Sumatra PDF) که به صورت مختصر با نام سوماترا شناخته می‌شود یک نرم‌افزار آزاد, متن‌باز و سبک برای اجرای پی‌دی‌اف, دژوو, اکس‌پی‌اس, سی‌اچ‌ام, پروند کتاب‌های کمیک و در مایکروسافت ویندوز قابل اجراست و به وسیله کرزیستف کوالزیک (به انگلیسی: Krzysztof Kowalczyk) نوشته شده‌است.

## ویژگی‌ها

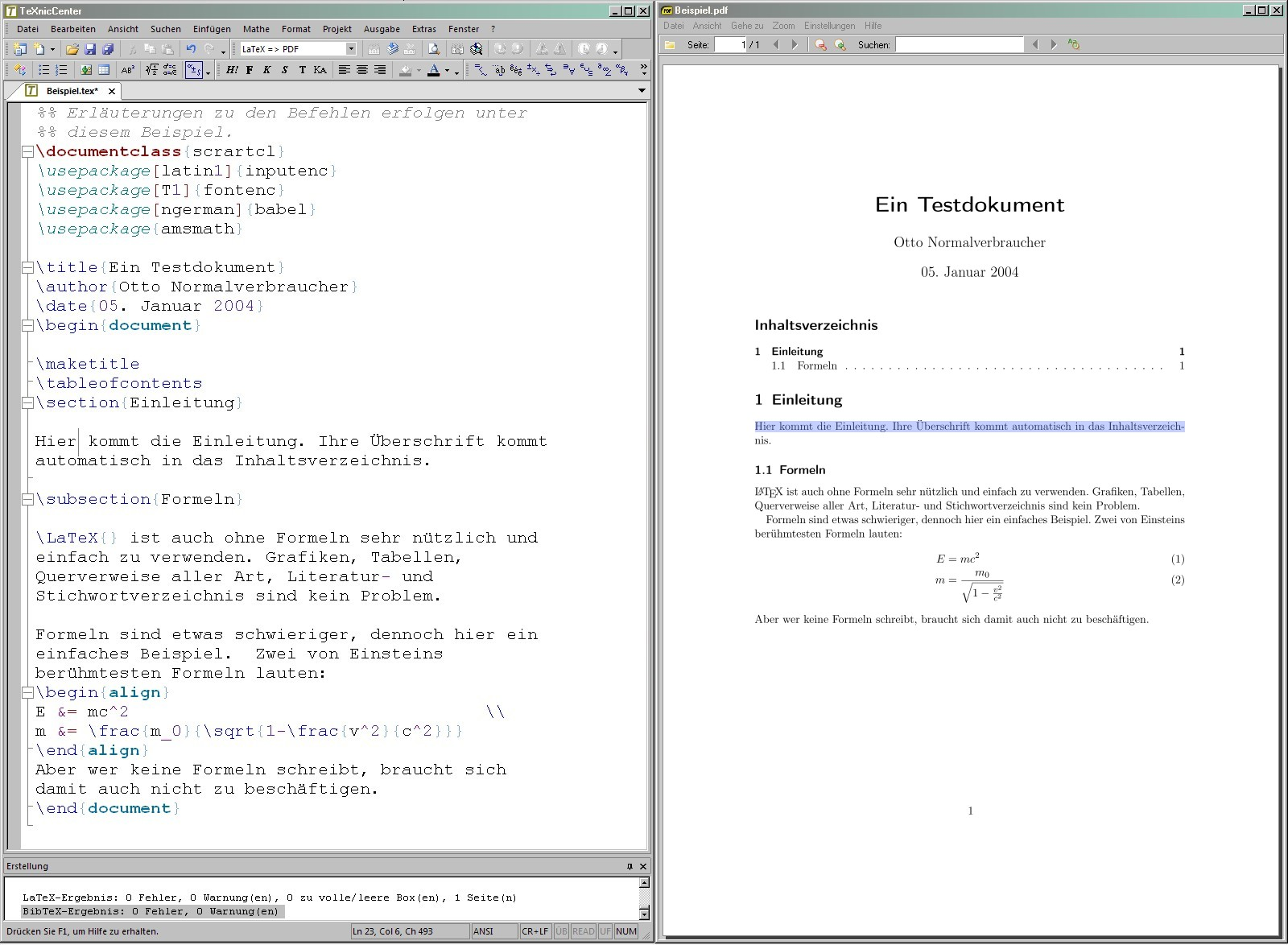
سوماترا پی‌دی‌اف

سوماترا دارای یک طرح مینی‌مالیستی است که در کنار سادگی‌اش شامل ویژگی‌های زیادی است. برای نمونه از کتابخانه MuPDF برای رندر کردن پی‌دی‌اف استفاده می‌کند.
سوماترا برای استفاده قابل حمل طراحی شده‌است. شامل یک فایل بدون وابستگی‌های خارجی است، که حتی می‌شود از روی یک یواس‌بی درایو از آن استفاده کرد.. این برنامه در طبقه نرم‌افزارهای قابل حمل قرار می‌گیرد. سوماترا مانند بسیاری از نرم‌افزارهای قابل حمل فضای دیسک کمی اشغال می‌کند. در ویندوز هفت فایل نصبی سوماترا ۴٫۴ مگابایت است و فایل نصبی ادوبی ریدر ۴۰٫۵ مگابایت. حجم نصب شده سوماترا ۸٫۴ مگابایت است که در حالی که ادوبی ریدر برای نصب نیاز به ۳۳۵ مگابایت فضا نیاز دارد.
سوماترا ۰٫۵ و نسخه‌های قبلی می‌توانند فایل‌های پی‌دی‌اف که اجازه چاپ داشتن را چاپ کنند. این ویژگی در نسخه‌های جدیدتر حذف شده‌است. تا سوماترا ۱٫۱ چاپ با تبدیل هر صفحه پی‌دی‌اف در یک تصویر بیت‌مپ بدست می‌آمد. نتیجه این شد که این ویژگی کار چاپ را بالقوه آهسته می‌کند.
از زمان سوماترا ۰٫۹٫۱ از ابرپیوندها تعبیه شده در اسناد پی‌دی‌اف پشتیبانی می‌شود.
سوماترا یک نرم‌افزار چند زبانه است که دارای ۶۹ ترجمه به زبان‌های مختلف است. سوماترا زبان فارسی را نیز پشتیبانی می‌کند.
سوماترا از سینک تک، که روشی دو طرفه برای هماهنگ سازی تک منبع و خروجی PDF تولید شده توسط پی‌دی‌اف تک یا زی‌تک می‌باشد پشتیبانی می‌کند. از نسخه ۰٫۹٫۴، سوماترا از قالب JPEG 2000 پشتیبانی می‌کند.
ویژگی جالب دیگر سوماترا، نگه‌داری آخرین صفحهٔ خوانده شده هر فایل است، به عنوان مثال فرض کنید شما در حال خواندن یک رمان طولانی با سوماترا هستید، تا صفحهٔ ۱۲ آن را می‌خوانید و سپس آن را می‌بندید. دفعهٔ بعدی که این فایل را باز می‌کنید این بار سوماترا آن را از صفحهٔ ۱۲ شروع می‌کند. این قابلیت شما را در خواندن اسناد طولانی بسیار کمک خواهد کرد.

## توسعه
همانطور که در ابتدا طراحی شده بود هنگامی که ویندوز اکس‌پی نسخه فعلی ویندوز بود، سوماترا با برخی از نسخه‌های قبلی ویندوز ناسازگاری داشت. پشتیبانی برای ویندوز ۹۵، ویندوز ۹۸ و ویندوز ام‌ای از آن زمان به بعد به‌طور کامل کاهش یافت.
کد منبع را می‌توان دانلود یا از طریق مخزن توسعه svn به عنوان یک فایل با فرمت tar دریافت کرد.

## تاریخچه
نخستین نسخه سوماترا نسخه ۰٫۱ بود که بر پایه Xpdf ۰٫۲ طراحی شده و در تاریخ ۱ ژوئن ۲۰۰۶ منتشر شد. نسخه ۱٫۰ در تاریخ ۱۷ نوامبر ۲۰۰۹ بعد از ۳ سال توسعه فزاینده منتشر شد، و نسخه ۲٫۰ در تاریخ ۲ آوریل ۲۰۱۲، بیش از دو سال بعد از نسخه ۱٫۰ منتشر شد.
سوماترا اولیه مبتنی بر (Xpdf (v<۰٫۲ پایه‌گذاری شد، وقتی که نرم‌افزار Poppler به عنوان نرم‌افزار اصلی بود اما آن به MuPDF تغییر کرد، زیرا بهتر از پلتفورم ویندوز پشتیبانی می‌کرد. (Poppler تصمیم به تمرکز بر یکپارچگی با سیستم عامل یونیکس گرفت.) پس از یک مرحله و با پشتیبانی از هر دوv≤0.4) Poppler) از نسخه ۰٫۹ که در ۱۰ آگوست ۲۰۰۸ منتشر شده بود حذف شد. اولین ترجمه غیر رسمی در سال ۲۰۰۷ توسط لارس و وولفارت منتشر شد. قبل از اینکه سوماترا PDF به‌طور رسمی از چند زبانی پشتیبانی کند.

## نام و کارهنری

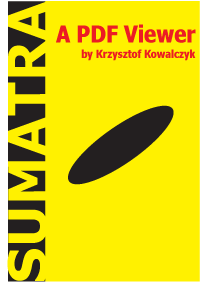
لوگو اولیه

نویسنده نشان داده است که انتخاب نام "سوماترا" ادای احترام به جزیره سوماترا یا قهوه عربی نیست، و بیان می‌کند که هیچ استدلال خاصی در پشت این نام وجود ندارد.
طراحی گرافیکی سوماترا ادای احترامی است به جلد رمان مراقبان (به انگلیسی: Watchmen) آلن مور و دیو گیبون.

## تشویق‌ها
سوماترا برای سرعت و سادگی آن، میانبرهای صفحه کلید خود و توسعه متن‌باز مورد تحسین قرار گرفت. بنیاد نرم‌افزار آزاد اروپا سوماترا پی‌دی‌اف را توصیه می‌کند.